# Theropithecus brumpti
Theropithecus brumpti es una especie extinta de primate cercopitécido relacionado con los gelada (Theropithecus gelada) que existió entre el Plioceno Medio y Superior (3,3 - 2 millones de años).
Este primate fósil se conoce principalmente a raíz de los hallazgos de cráneos y mandíbulas hallados en los depósitos del procedentes del Plioceno de la formación Shungura, en el río Omo, Etiopía. T. brumpti, como su pariente viviente, el gelada (T. gelada), está relacionados con los babuinos.

## Apariencia

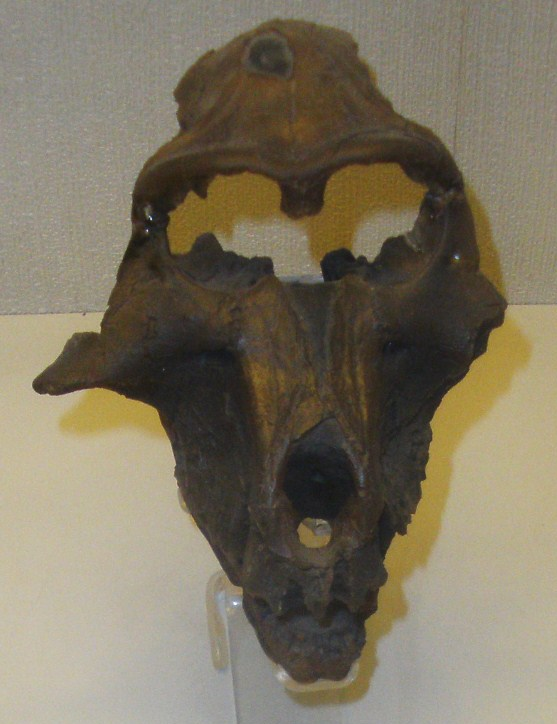
Cráneo

T. brumpti era un primate terrestre de gran tamaño y como muchos de ellos era cuadrúpedo, pero con manos adaptadas para manipular objetos con destreza. Los machos eran grandes con un peso estimado en un espécimen de 43,8 kilogramos, hallado en Lomekwi, Kenia. (En comparación un gelada macho promedia los 20 kilogramos.). Probablemente los machos eran más grandes y coloridos que las hembras, con una grado alto de dimorfismo sexual. Como la mayoría de los papioninos, los machos poseían grandes caninos, que utilizarían para realizar exhibiciones.

## Dieta
T. brumpti, con mayor probabilidad, se trataba de un folívoro. Los músculos grandes de su largo hocico, sugieren que T. brumpti se alimentaba de vegetales duros, y eran capaces de romper y comer grandes nueces.

## Hábitat
La especie era principalmente terrestre; debido al gran tamaño de los machos, la vida en los árboles era bastante improbable. La ubicación de T. brumpti indica que la especie vivió en hábitats boscosos a las orillas de los ríos.